# Sotir Mazareanu
Sotir Mazareanu, romunski general, * 1893, † 1982.